# 河瀬茉希と赤尾ひかるの今夜もイチヤヅケ!
『河瀬茉希と赤尾ひかるの今夜もイチヤヅケ！』（かわせまきとあかおひかるのこんやもイチヤヅケ！）は、2019年9月30日から2023年9月25日まで放送されていたラジオ番組。

## 番組概要
パーソナリティの河瀬、赤尾が明日のためになるおしゃべりをお届けする、「超詰込み型トーク＆ゲームバラエティ」。

## 放送時間
|                | 配信・放送局                     | 放送時間             | 備考                           |
| -------------- | -------------------------------- | -------------------- | ------------------------------ |
| 本放送         | 超!A&G+                          | 毎週月曜 25:00-25:30 | 2019年9月30日 - 2023年9月25日  |
| リピート放送   | 超!A&G+                          | 毎週火曜 13:00-13:30 | 2019年10月1日 - 2023年3月28日  |
| アーカイブ配信 | ニコニコ動画シーサイドチャンネル | 毎週火曜 20:00更新   | 隔週でおまけ放送が更新         |
| ラジオ放送     | ラジオ関西（放送終了）           | 毎週土曜 19:30-20:00 | 2021年10月2日 - 2021年12月25日 |

## パーソナリティ
- 河瀬茉希（ちゃんまき）
- 赤尾ひかる（ぴ）

## コーナー
出典:
「イチヤヅケでできました!」
よくある色々なゲームに、「○○しながら」という新たな要素を加えることで、一夜にしてまったく新しいゲームを生み出してしまおう!というコーナー。ゲーム案や罰ゲーム案のリクエストを募集している。
「寝ないで○○やってみた!」
夜更かし中のリスナーに、『一晩かけるのと同じくらいの時間をかけて、○○やってみた』という、レポートとその考察を送ってもらうコーナー。
「妙ですねぇ…!ここ、盛ってるんじゃないですか?」
相棒大好き声優の赤尾、リサーチ・捜査力に定評のある河瀬がリスナーをガチンコ推理するコーナー。1か所だけ盛った身の回りで起こったエピソードを募集し、2人がそのエピソードを「どこをどれくらい盛っているのか」を真剣推理する。
「ニュース　今夜も世界のどこかで〜!」
世界中では昼夜を問わず、さまざまな出来事が起きている。そんな世界のどこかで起きたニュースを紹介するコーナー。
「真夜中の罪なきグルメ〜!」
深夜といえば、ちょっと小腹がすいてしまうお時間。でも、夜のカロリー摂取はちょっと気になる…。 そんな悩みを解決するため、真夜中に食べても、罪の意識が沸かない「ゼロカロリー・フード」、「ゼロカロリー・ドリンク」などを紹介するコーナー。
「夜のイイ音〜!」
夜ふかしリスナーたちに投稿してもらった「夜」に録音したイイ音をご紹介し，そんな「イイ音」を聞いて、何の音なのか予想しつつ、その日の「イイ音で賞」を決定するというコーナー。

### 終了したコーナー
「明日から人気モノ!」
パーソナリティの2人がリスナーからの質問にとにかくたくさん、瞬時に回答し、短時間で2人のことをいっぱい詰め込んでいただこう！というコーナー。
「イチヤヅケお泊り会!この話、一晩中いけるっしょ!」
「河瀬茉希＆赤尾ひかるのコンビなら、この話題一晩中しゃべってられるのでは?」とみんなが予想するトークテーマで、パーソナリティの二人が実際に布団に入りながらトークしていくコーナー。
第18回放送で初めて実施され、その回をもって打ち切りとなった。
「明日○○します!」
「明日、○○したい!でも、こんな時、なんて言ったらいいの！？」という、リスナーのお悩みに、「こんなふうに言ったらいいよ!」と、最高のセリフをプレゼントするコーナー。「こんな時、なんて言ったらいいの!?」という相談のメールを募集している。
「今夜の妄想しゃべくりメニュー!」
色んな『もしも…』から始まるおしゃべりのお題が書かれたメニューの中から1つ選んで、話していくコーナー。色んな「もしも・・・」のお題を募集している。
「お漬け物!いい音ランキング」
パーソナリティがお漬物を食べ、お漬物の味ではなくどのお漬け物が食べる時に良い音が出るのかランキングを作成していくコーナー。2人に食べて欲しいお漬物を募集している。
2021年9月12日開催のイベントにてグランドチャンピオン大会が行われ、菊芋漬けが優勝した。そのイベントをもって、惜しまれつつも終了した。
「漬物・擬人化!乙女ゲームプロジェクト!」
漬物を擬人化した乙女ゲームを作るべく、色んな「イケてる漬物メンズ＝漬けメン」のキャラ設定を募集しているコーナー。
2022年8月16日 - 8月31日の期間で「漬けメン総選挙」が行われた。同年12月4日開催のイベントで結果が発表され、「息吹岳斗」が1位となった。1位となった息吹岳斗はイラストレーターの藤実なんなによってイラスト化され、グッズも発売された。
「みんなで作ろう!一晩（ひとばん）ゲーム!」
スタートが25時!ゴールが朝5時!の『一晩ゲーム』という名のイチヤヅケ・オリジナルボードゲームを、みんなで作ろうというコーナー。「夜中におこりそうな、様々なあるある」と、そのマスに止まった時の指令を募集している。
2021年9月12日開催のイベントにて、ゲームを実際にプレイした。
2022年7月18日放送の第141回にて一晩ゲームが完成した。ゲームは、公式ホームページでダウンロードできる。

## イベント
※シーサイド・コミュニケーションズ主催のイベントで、河瀬または赤尾出演のイベントを記載。（番組開始前も含む）
太字：番組単独イベント
| 開催日   | イベント名                                                                       | 会場                       | 備考                                                                                    |
| 2018年   | 2018年                                                                           | 2018年                     | 2018年                                                                                  |
| -------- | -------------------------------------------------------------------------------- | -------------------------- | --------------------------------------------------------------------------------------- |
| 12月2日  | SEASIDE SWEET PARTY 2018                                                         | 科学技術館サイエンスホール | 赤尾が出演                                                                              |
| 12月31日 | SEASIDE COUNTDOWN FESTIVAL 2018⇒2019                                             | 萬劇場                     | 赤尾が出演                                                                              |
| 2019年   |                                                                                  |                            |                                                                                         |
| 5月5日   | 巽悠衣子の下も向いて歩こう＼(^o^)／The “3rd” EVENT                               | 時事通信ホール             | 夜の部ゲストで赤尾が出演                                                                |
| 11月10日 | シーサイド大文化祭                                                               | 科学技術館サイエンスホール | 河瀬、赤尾が出演                                                                        |
| 2020年   |                                                                                  |                            |                                                                                         |
| 1月12日  | SEASIDE NEW YEAR PARTY 2020                                                      | 科学技術館サイエンスホール | シーサイド・コミュニケーションズ制作の8番組による合同イベント 夜の部に河瀬が出演        |
| 2021年   |                                                                                  |                            |                                                                                         |
| 9月12日  | 河瀬茉希と赤尾ひかるの今夜もイチヤヅケ！-夜更かしたちの集い-                     | 科学技術館サイエンスホール | 番組初の単独イベント 昼の部ゲストに春野杏 夜の部ゲストに長縄まりあ                      |
| 9月19日  | SEASIDE AUTUMN FESTA 2021 ～なるほど・ザ・本渡楓スペシャル in サイエンスホール～ | 科学技術館サイエンスホール | ゲストで河瀬、赤尾が出演                                                                |
| 12月25日 | SEASIDE Christmas Festival 2021                                                  | 科学技術館サイエンスホール | 夜の部に河瀬が出演                                                                      |
| 2022年   |                                                                                  |                            |                                                                                         |
| 3月20日  | トネケンプレミアム~スプリングエディション2022~                                   | 科学技術館サイエンスホール | 夜の部ゲストで赤尾が出演                                                                |
| 4月3日   | シーサイドカラオケパーティー2022                                                 | 科学技術館サイエンスホール | 昼の部に赤尾が出演                                                                      |
| 6月11日  | 赤尾ひかる生誕記念イベント〜はっ”ぴ”ぃばーすでー2022〜                           | 時事通信ホール             |                                                                                         |
| 10月30日 | 利根健太朗・赤尾ひかるのガチンコトークライブ                                     | 科学技術館サイエンスホール |                                                                                         |
| 11月6日  | シーサイドカラオケパーティー2022-Autumn-                                         | 科学技術館サイエンスホール | 夜の部に河瀬が出演                                                                      |
| 12月4日  | 河瀬茉希と赤尾ひかるの今夜もイチヤヅケ！-夜更かしたちの集い第二夜-               | DDD 青山クロスシアター     | 昼の部ゲストに原田彩楓(千葉県出身)、石飛恵里花(埼玉県出身) 夜の部ゲストに武田羅梨沙多胡 |
| 12月24日 | SEASIDE Christmas Festival 2022 〜white stage〜                                  | 科学技術館サイエンスホール | 昼の部ゲストで赤尾が出演                                                                |
| 2023年   |                                                                                  |                            |                                                                                         |
| 1月14日  | SEASIDE NEW YEAR PARTY 2023                                                      | 科学技術館サイエンスホール | 昼の部ゲストで赤尾が出演                                                                |
| 3月12日  | 松田颯水ふれあいフェスティバル 2023 〜Spring Pop Up Stage〜                      | 築地本願寺ブディストホール | ゲストで河瀬が出演                                                                      |
| 3月18日  | Seaside SPRING FESTA 2023 Day1                                                   | 科学技術館サイエンスホール | 昼の部ゲストで赤尾が出演                                                                |
| 3月19日  | Seaside SPRING FESTA 2023 Day2                                                   | ルネこだいら 中ホール      | 夜の部ゲストで河瀬が出演                                                                |
| 4月9日   | DVD「”ちゃん”と語らせなさい!2」発売記念イベント「”ちゃん”ともっと語らせなさい!」 | 浜離宮朝日ホール・小ホール |                                                                                         |

## 関連商品

### CD・DVD
| 販売日   | タイトル                                                                 | 備考                                       |
| 2019年   | 2019年                                                                   | 2019年                                     |
| -------- | ------------------------------------------------------------------------ | ------------------------------------------ |
| 12月28日 | イチヤヅケ カウントダウンCD 2019→2020                                    | コミックマーケット97にて販売               |
| 2020年   |                                                                          |                                            |
| 7月30日  | 河瀬茉希と赤尾ひかるの今夜もイチヤヅケ！よみうりランドでもできました！   |                                            |
| 2021年   |                                                                          |                                            |
| 5月28日  | 河瀬茉希と赤尾ひかるの今夜もイチヤヅケ！-もしもでまりあとやってみた！-   | ゲストに長縄まりあ、水谷奏音               |
| 2022年   |                                                                          |                                            |
| 1月15日  | 河瀬茉希と赤尾ひかるの今夜もイチヤヅケ！スピンオフ企画DVD~千葉軍×埼玉軍~ | ゲストに篠田みなみ、長江里加               |
| 9月23日  | 河瀬茉希と赤尾ひかるの今夜もイチヤヅケ！~グランピングでやってみた~       |                                            |
| 9月23日  | 検証TV！×イチヤヅケ！コラボDVD                                           | 利根健太朗・緒方佑奈の検証TV!とのコラボDVD |

### その他グッズ
| 販売日   | 商品名                                                            | 備考                                                                                      |
| 2020年   | 2020年                                                            | 2020年                                                                                    |
| -------- | ----------------------------------------------------------------- | ----------------------------------------------------------------------------------------- |
| 10月23日 | イチヤヅケ！アクキーセット 初めての一夜漬けver.                   |                                                                                           |
| 10月23日 | イチヤヅケ！～さすがにもう寝るか…セット～                         | フラットポーチ、歯ブラシ、ハンドタオルのセット商品                                        |
| 10月23日 | イチヤヅケ！～俺、今日寝てないんだよねTシャツ～                   |                                                                                           |
| 2021年   |                                                                   |                                                                                           |
| 9月3日   | イチヤヅケ 覚醒タオル                                             |                                                                                           |
| 9月3日   | イチヤヅケ マグ&コースターセット ~美人は毎朝白湯を飲むらしい~     |                                                                                           |
| 9月3日   | イチヤヅケ これ着てる間は寝ませんTシャツ                          |                                                                                           |
| 9月3日   | 漬けメン コレクション vol.1                                       | ランダム缶バッジ（全8種）                                                                 |
| 2022年   |                                                                   |                                                                                           |
| 12月4日  | イチヤヅケ アクキーセット千葉軍VS埼玉軍 ver.                      |                                                                                           |
| 12月4日  | イチヤヅケ ぬくもりってやつを教えてやるよ。メッセージブランケット |                                                                                           |
| 12月4日  | イチヤヅケ やったね！袖が伸びたよTシャツ                          |                                                                                           |
| 12月4日  | 漬けメン コレクション vol.2                                       | ランダム缶バッジ（全10種）                                                                |
| 2023年   |                                                                   |                                                                                           |
| 2月上旬  | 息吹岳斗フルヅケセット                                            | 漬けメン総選挙1位の「息吹岳斗」のB2タペストリー、缶バッジ、アクリルスタンドのセット商品。 |